# 倉林明子
倉林 明子（くらばやし あきこ、1960年12月3日 - ）は、日本の政治家、看護師、労働運動家。
参議院議員（2期）、日本共産党中央委員会副委員長、党ジェンダー平等委員会責任者。京都府議会議員（1期）、 京都市会議員（5期）を歴任。

## 来歴
福島県耶麻郡西会津町の農家に生まれる。父は西会津町議会議員を務めた三瓶猛（1936 - 2009）。福島県立喜多方高等学校卒業。1979年4月、京都市立看護短期大学に入学。同年12月、日本共産党に入党。1982年3月、同短大卒業。右京病院（京都民医連中央病院の前身）に入る。看護師生活は11年に及ぶが、この間京都民主医療機関労働組合西支部書記長、京都医療労働組合連合会執行委員を務めるなど、労働運動にも深く携わった。
1994年、京都府議会議員補欠選挙に中京区（定数1）から立候補し初当選を果たす。
1995年4月の京都市議会議員選挙に同じく中京区から立候補し当選。当選5回。市議会では京都市都市計画審議会委員や運営委員会理事の他、市議会議員団幹事長を歴任した。
2013年6月11日、市議会議員を辞職。同年7月21日執行の第23回参議院議員通常選挙に京都府選挙区（定数2）から立候補し、民主党新人で元首相補佐官の北神圭朗を抑え得票数2位で初当選。同選挙区における共産党候補の当選は、第18回参議院議員通常選挙の西山登紀子以来15年振り。地盤の京都市中心部や府北部以外にも、民主党の強い府南部の宇治市で北神を上回る勢いを見せた中での当選であった。
2019年（令和元年）7月の第25回参議院議員通常選挙でも京都府選挙区から立候補し、立憲民主党新人の増原裕子を僅差で破り得票数2位で再選した。
2020年1月、第28回党大会第1回中央委員会総会で幹部会副委員長と、新設のジェンダー平等委員会責任者に選出された。
2024年11月15日、翌年7月の第27回参議院議員通常選挙の京都府選挙区公認候補として擁立することが日本共産党から発表された。2025年7月20日の投開票の結果、得票数3位となり落選。

## 政策・主張

### 憲法
- 憲法改正について、2019年の朝日新聞社、2025年のNHK、同年の読売新聞社のアンケートで「反対」と回答[10][11][12]。
- 9条への自衛隊の明記について、2025年のNHKのアンケートで「反対」と回答[11]。
- 憲法を改正し緊急事態条項を設けることについて、2025年のNHKのアンケートで「反対」と回答[11]。

### 外交・安全保障
- 「他国からの攻撃が予想される場合には先制攻撃もためらうべきではない」との問題提起に対し、2019年の朝日新聞社のアンケートで「反対」と回答[10]。
- 「北朝鮮に対しては対話よりも圧力を優先すべきだ」との問題提起に対し、2019年の朝日新聞社のアンケートで「反対」と回答[10]。
- 日本の防衛力をさらに強化することについて、2025年の日本テレビのアンケートで「反対」と回答[13]。

### ジェンダー
- 選択的夫婦別姓制度の導入について、2019年の朝日新聞社、2025年の日本テレビ、同年の読売新聞社のアンケートで「賛成」と回答[10][13][12]。
- 同性婚を可能とする法改正について、2019年の朝日新聞社、2025年の日本テレビ、同年のNHKのアンケートで「賛成」と回答[10][13][11]。

### その他
- 「治安維持のためプライバシーや個人の権利の制約は当然だ」との問題提起に対し、2019年の朝日新聞社のアンケートで「反対」と回答[10]。
- アベノミクスについて、2019年の朝日新聞社のアンケートで「評価しない」と回答[10]。
- 消費税率を10％より高くすることについて、2019年の朝日新聞社のアンケートで「反対」と回答[10]。
- 物価⾼対策として消費税率を引き下げることについて、2025年の日本テレビのアンケートで「賛成」と回答[13]。
- 「2025年の参院選後、連携したいと考える政党を次の中からあげてください」との同年の読売新聞社のアンケートに対し「立憲民主党、社民党」と回答[12]。

## エピソード
- 高校へは首席で入学するが、実家から20km離れていたため下宿生活を開始。学業の傍ら、旅館でのアルバイトや実家の畑仕事を手伝い、学費や生活費を賄った[14]。

- 趣味は掃除、読書[2]。

## 選挙歴
| 当落 | 選挙                         | 執行日         | 年齢 | 選挙区             | 政党       | 得票数     | 得票率 | 定数 | 得票順位 /候補者数 | 政党内比例順位 /政党当選者数 |
| ---- | ---------------------------- | -------------- | ---- | ------------------ | ---------- | ---------- | ------ | ---- | ------------------ | ---------------------------- |
| 当   | 1994年京都府議会議員補欠選挙 | 1994年         | 34   | 京都市中京区選挙区 | 日本共産党 | ーー票     | ーー   |      | /                  | /                            |
| 当   | 1995年京都市議会議員選挙     | 1995年4月9日   | 34   | 中京区選挙区       | 日本共産党 | ーー票     | ーー   |      | /                  | /                            |
| 当   | 1999年京都市議会議員選挙     | 1999年4月11日  | 38   | 中京区選挙区       | 日本共産党 | ーー票     | ーー   |      | /                  | /                            |
| 当   | 2003年京都市議会議員選挙     | 2003年4月13日  | 42   | 中京区選挙区       | 日本共産党 | 5385票     | 16.53% | 5    | 4/7                | /                            |
| 当   | 2007年京都市議会議員選挙     | 2007年4月8日   | 46   | 中京区選挙区       | 日本共産党 | 5362票     | 15.37% | 5    | 4/7                | /                            |
| 当   | 2011年京都市議会議員選挙     | 2011年4月10日  | 50   | 中京区選挙区       | 日本共産党 | 4207票     | 12.22% | 5    | 5/9                | /                            |
| 当   | 第23回参議院議員通常選挙     | 2013年07月21日 | 52   | 京都府選挙区       | 日本共産党 | 21万9273票 | 20.75% | 2    | 2/7                | /                            |
| 当   | 第25回参議院議員通常選挙     | 2019年07月21日 | 58   | 京都府選挙区       | 日本共産党 | 24万6436票 | 25.83% | 2    | 2/5                | /                            |
| 落   | 第27回参議院議員通常選挙     | 2025年07月20日 | 64   | 京都府選挙区       | 日本共産党 | 16万3805票 | 13.84% | 2    | 3/9                | /                            |